# Mimas bimaculata
Mimas bimaculata är en fjärilsart som beskrevs av Gillmer 1916. Mimas bimaculata ingår i släktet Mimas och familjen svärmare. Inga underarter finns listade i Catalogue of Life.